# La causalité diabolique
La causalité diabolique (Essai sur l'origine des persécutions) est un essai historique de Léon Poliakov paru pour la première fois en 1980 (premier tome) et 1985 (second tome) chez Calmann-Lévy et réédité en 2006 avec une préface de Pierre-André Taguieff.
Dans cet essai, Léon Poliakov étudie les principaux groupes humains du joug mongol à l'avènement de Lénine, qui ont comme les Juifs, joué le rôle de bouc émissaire tout au long de l'histoire de l'Europe, en tant que fauteurs d'épidémies, de guerres de révolutions et autres désastres. 

## Éditions
- Léon Poliakov (préf. Pierre-André Taguieff), La causalité diabolique, Paris, Calmann-Lévy, coll. « Mémorial de la Shoah », 2006, 640 p. (ISBN 2-7021-3679-6, OCLC 493783339, BNF 40133367, SUDOC 099573342, présentation en ligne).